# 예루살렘상
사회 속 개인의 자유를 위한 예루살렘 상(히브리어: פרס ירושלים לחופש הפרט והחברה), 간단히 예루살렘상(פרס ירושלים)은 예루살렘 국제 도서전에서 수여하는 문학상이다.
예루살렘 국제 도서전은 2년에 1번 개최되고 있으며, 이에 따라 시상식이 열린다. 수상자 선정은 예루살렘 상 선정위원회에 의해 이루어진다. 이 선정위원회의 위원은 이스라엘 예루살렘 시장에 의해 지명된다.
원칙적으로 작가에게 수여된다. 인간의 자유, 사회, 정치, 정부라는 주제를 다룬 저작을 쓴 작가가 수상 대상이 된다.

## 수상자 목록
| 연도 | 사진 | 이름                                | 국적                               | 언어                | 장르                                              | 비고  |
| ---- | ---- | ----------------------------------- | ---------------------------------- | ------------------- | ------------------------------------------------- | ----- |
| 1963 |      | 버트런드 러셀 (1872—1970)           | 영국                               | 영어                | 철학, 에세이                                      |       |
| 1965 |      | 막스 프리슈 (1911—1991)             | 스위스                             | 독일어              | 드라마, 소설, 철학                                |       |
| 1967 |      | 앙드레 슈바르츠 바트 (1928—2006)    | 프랑스                             | 프랑스어            | 소설                                              |       |
| 1969 |      | 이그나지오 실로네 (1900—1978)       | 이탈리아                           | 이탈리아어          | 소설, 단편 소설, 에세이                           |       |
| 1971 |      | 호르헤 루이스 보르헤스 (1899—1986)  | 아르헨티나                         | 스페인어            | 단편 소설, 시, 에세이, 철학, 문예 비평, 번역      |       |
| 1973 |      | 외젠 이오네스코 (1909—1994)         | 루마니아 / 프랑스                  | 프랑스어            | 드라마, 소설                                      |       |
| 1975 |      | 시몬 드 보부아르 (1908—1986)        | 프랑스                             | 프랑스어            | 철학, 소설, 드라마                                |       |
| 1977 |      | 옥타비오 파스 (1914—1998)           | 멕시코                             | 스페인어            | 시, 에세이                                        |       |
| 1979 |      | 아이제이아 벌린 (1909—1997)         | 러시아 / 영국                      | 영어                | 철학, 에세이                                      |       |
| 1981 |      | 그레이엄 그린 (1904—1991)           | 영국                               | 영어                | 소설, 단편 소설, 자서전, 드라마, 에세이, 시나리오 |       |
| 1983 |      | V. S. 나이폴 (1932—2018)            | 트리니다드 토바고 / 영국           | 영어                | 소설, 단편 소설, 에세이                           |       |
| 1985 |      | 밀란 쿤데라 (1929—)                 | 체코슬로바키아 / 프랑스            | 체코어 / 프랑스어   | 소설, 단편 소설, 시, 에세이, 드라마               |       |
| 1987 |      | 존 맥스웰 쿳시 (1940—)              | 남아프리카 공화국 / 오스트레일리아 | 영어                | 소설, 에세이, 번역                                |       |
| 1989 |      | 에르네스토 사바토 (1911—2011)       | 아르헨티나                         | 스페인어            | 소설, 에세이                                      |       |
| 1991 |      | 즈비그니에프 헤르베르트 (1924—1998) | 폴란드                             | 폴란드어            | 시, 에세이, 드라마                                |       |
| 1993 |      | 슈테판 하임 (1913—2001)             | 독일                               | 독일어 / 영어       | 소설, 단편 소설, 자서전, 에세이                   |       |
| 1995 |      | 마리오 바르가스 요사 (1936—)        | 페루 / 스페인                      | 스페인어            | 소설, 단편 소설, 에세이, 드라마, 회고록           |       |
| 1997 |      | 호르헤 셈프룬 (1923—2011)           | 스페인                             | 프랑스어 / 스페인어 | 소설, 에세이                                      |       |
| 1999 |      | 돈 디릴로 (1936—)                   | 미국                               | 영어                | 소설, 단편 소설, 드라마, 시나리오, 에세이         |       |
| 2001 |      | 수전 손택 (1933—2004)               | 미국                               | 영어                | 단편 소설, 소설, 드라마, 에세이                   |       |
| 2003 |      | 아서 밀러 (1915—2005)               | 미국                               | 영어                | 드라마, 시나리오, 에세이                          |       |
| 2005 |      | 안토니우 로부 안투느스 (1942—)      | 포르투갈                           | 포르투갈어          | 소설                                              |       |
| 2007 |      | 레셰크 코와코프스키 (1927—2009)     | 폴란드                             | 폴란드어            | 철학, 역사                                        |       |
| 2009 |      | 무라카미 하루키 (1949—)             | 일본                               | 일본어              | 소설, 단편 소설                                   |       |
| 2011 |      | 이언 매큐언 (1948—)                 | 영국                               | 영어                | 소설, 단편 소설, 드라마, 시나리오                 | [ 1 ] |
| 2013 |      | 안토니오 무뇨쓰 몰리나 (1956—)      | 스페인                             | 스페인어            | 소설                                              | [ 2 ] |
| 2015 |      | 이스마일 카다레 (1936—)             | 알바니아                           | 알바니아어          | 소설, 단편 소설, 시, 에세이, 드라마, 시나리오     | [ 3 ] |
| 2017 |      | 칼 오베 크네우스고르 (1968—)        | 노르웨이                           | 노르웨이어          | 소설, 자서전                                      | [ 4 ] |
| 2019 |      | 조이스 캐롤 오츠 (1938—)            | 미국                               | 영어                | 소설, 단편 소설, 드라마, 에세이, 회고록, 시       |       |
| 2021 |      | 줄리언 반스 (1946—)                 | 영국                               | 영어                | 소설, 에세이, 회고록, 단편 소설                   | [ 5 ] |